# أنا فيديليا كيروت
أنا فيديليا كيروت (بالإسبانية: Ana Fidelia Quirot) هي عداءة مسافات متوسطة سابقة كوبية ولدت في يوم 23 مارس 1963 في مدينة بالما سوريانو في كوبا، أبرز إنجازاتها كان تحقيقها الميدالية الفضية في دورة الألعاب الأولمبية الصيفية 1996 في مدينة أتالانتا في سباق 800 متر، كما فازت بالميدالية البرونزية في الألعاب الأولمبية الصيفية 1992 في برشلونة بنفس السباق، وفي بطولات العالم فازت بميداليتين ذهبيتين في بطولة العالم لألعاب القوى 1995 في غوتنبيرغ وبطولة العالم لألعاب القوى 1997 في أثينا، وفازت بالميدالية الفضية في بطولة العالم لألعاب القوى 1991 في طوكيو، وفازت بميداليات أخرى في الألعاب الأمريكية وألعاب أمريكا الوسطى والكاريبي، أفضل رقم سجلته هو 1:54.44 دقيقة في سنة 1989 في برشلونة.

## روابط خارجية
- أنا فيديليا كيروت على موقع الاتحاد الدولي لألعاب القوى (الإنجليزية)
- أنا فيديليا كيروت على موقع اللجنة الأولمبية الدولية (الإنجليزية)
- أنا فيديليا كيروت على موقع أوليمبيديا (الإنجليزية)